# 土木工程施工機械表

## 土石方施工機械
- 土石開挖機具
  - 鏟斗機
  - 拖斗挖泥機
  - 蚌殼挖泥機
  - 挖溝機
  - 推土機
- 土石方運輸工具
  - 公路運輸車輛
    - 輕型傾卸車

  - 非公路運輸車輛
    - 單體後卸重型運輸車
    - 單體側卸重型運輸車
    - 拖車型後卸重型運輸車
    - 拖車型側卸重型運輸車
    - 拖車型底卸重型運輸車

  - 刮運機
  - 平路機
- 土石方裝載機具
  - 裝載機
  - 輪裝機
  - 皮帶裝載機
- 長程輸送帶
- 土石方壓機具
  - 鐵輪壓路機
  - 橡膠輪型壓路機
  - 震動壓路機
  - 羊腳滾壓路機

## 混凝土施工機械
- 混凝土用骨材碎石設備
  - 顎式碎石機
  - 錐式碎石機
  - 細骨材碎石機
- 混凝土拌和設備
  - 拌和機
  - 可移式拌和機
  - 拌和廠
- 新鮮混凝土運輸機具
  - 長程運輸機具
    - 拌和車

  - 短程運輸機具
    - 混凝土汞送機
    - 吊桶配以拖車
    - 索道吊車
    - 輸送帶
- 瀝青混凝土路面舖裝設備
  - 瀝青混凝土路面舖裝機
- 混凝土路面舖裝設備
  - 邊模混凝土路面舖裝機
  - 滑動模混凝土路面舖裝機

## 打樁施工機械
- 打設樁用機具
  - 打樁機
    - 專用打樁機
    - 吊車改裝打樁機

  - 樁錘
    - 錘重樁錘
    - 振動樁錘
- 鑽灌樁用機具
  - 手鑽開挖機具
  - 機鑽開挖機具
- 打灌樁用機具
  - 拔殼打灌樁用機具
  - 連殼打灌樁用機具

## 地下連續壁施工機具
- BW工法連續壁開挖機
- Masago工法連續壁開挖機
- SMW工法連續壁鑽灌機

## 通用機械
- 施預力機具
  - 單索錨鎖器及施拉機
  - 鋼束錨鎖器及施拉機
- 絞車
- 拖車
- 路上吊舉機具
  - 自走式吊舉機具
  - 吊桿

## 水上機械
- 平台船
- 拋石船
  - 側卸拋石船
  - 底卸拋石船
- 拖船
- 吊桿船
  - 迴旋式吊桿船
  - 固定式吊桿船
- 混凝土拌和船
- 浮塢

## 浚渫機械
- 岩石海(河)底爆破鑽孔用機具
- 岩石浚渫機具
  - 鏟斗式挖泥船
  - 掏挖式挖泥船
  - 抓斗式挖泥船
  - 鍊斗式挖泥船
- 軟質土壤浚渫機具
  - 鉸刀抽吸式挖泥船
  - 自航抽吸式挖泥船

## 隧道開挖機械
- 岩石隧道開挖機具
  - 爆破開挖機具
    - 鑽孔用機具
    - 通風用機具
    - 出碴用機具

  - 岩石隧道開挖機
    - 旋轉式岩石隧道鑽挖機
    - 掘挖式岩石隧道開挖機
    - 護殼式岩石隧道掘挖機
    - 噴凝土機具
- 土質隧道開挖機具
  - 開口手挖式潛盾機
  - 密閉手挖式潛盾機
  - 開口機械式潛盾機
  - 密閉機械式潛盾機
  - 土壓平衡式潛盾機
  - 泥水加壓式潛盾機
  - 泥土加壓式潛盾機